# Futunià
El futunià (Fakafutuna) és una llengua polinèsia parlada a l'illa Futuna, una de les que formen la regió d'ultramar de Wallis i Futuna. És parlada pels 3.600 habitants de Futuna i 3.000 més a Nova Caledònia. El terme futunià oriental és usat per a diferenciar-la del futunià (futunià occidental, futuna-aniwà), parlada a les illes de Futuna i Aniwa a Vanuatu. Té algunes connexions amb el samoà i l'any 2000 s'hi publicà una Bíblia.

## Expressions essencials
| Català                                  | Futunià              |
| --------------------------------------- | -------------------- |
| Bon dia                                 | Malo le ma’uli       |
| Bona tarda                              | Malo le kataki       |
| Passi-ho bé (a una persona que se'n va) | ‘Ano la              |
| Adeu (a una persona que es queda)       | Nofo la              |
| Com estàs ?                             | E ke malie fa’i?     |
| Estic bé                                | Io, e kau malie fa’i |
| Gràcies                                 | Malo                 |
| Sí                                      | Io                   |
| No                                      | E'ai                 |